# Antônio Belfort Ribeiro de Arantes
Antônio Belfort Ribeiro de Arantes, primeiro e único barão e depois Visconde de Arantes (Andrelândia, então Turvo, 25 de março de 1831 (193 anos) — Andrelândia, 29 de setembro de 1908), foi um fazendeiro, político e brasileiro, tendo sido deputado pela província de Minas Gerais na Constituinte de 1891. 

## Biografía
Filho de Antônio Belfort de Arantes, 1o Barão de Cabo Verde, e de sua mulher Maria Custódia Ribeiro do Valle, que é irmã de Ana Ignácia, 1a Baronesa de Cajurú, neto paterno de Antônio Joaquim de Arantes Marques; bisneto paterno do Capitão-Mor de Aiuruoca, Antonio de Arantes Marques, Patriarca do Tronco Arantes de Aiuruoca e de sua mulher Ana da Cunha de Carvalho que, por sua mãe Bernarda Dutra da Silveira, é 6ª neta de Baltazar de Moraes de Antas que veio para o Brasil em 1556 e foi Juiz em São Paulo a partir de 1579 e tem Carta de Comprovação de Nobreza e pureza de sangue reconhecida perante o Ouvidor Geral da Bahia, Cosme Rangel de Macedo.
O Visconde de Arantes foi casado com sua prima-irmã Libania Jesuina Carolina de Carvalho, Viscondessa consorte de Arantes.
A Viscondessa de Arantes é filha de João Gualberto de Carvalho e de sua mulher Ana Ignácia Ribeiro do Valle, 1ºs Barões do Cajurú, Libânia Jesuina, Viscondessa de Arantes, é irmã do 2o Barão do Cajurú e da Baronesa de São João d’El Rei.
O Visconde de Arantes e sua mulher Libania tiveram 2 filhas:
- Ambrosina Ribeiro de Arantes, casou-se com Ernesto da Silva Braga (médico pela faculdade de medicina da Praia Vermelha, RJ, foi diretor da Santa Casa de Andrelândia construída pelo Visconde de Arantes, Presidente da Câmara de Andrelândia, 1881-1882 e 1887-1890 e Deputado Estadual), pais de 7 filhos.

- Maria Ribeiro de Arantes, casou-se com Isidoro Pereira de Azevedo, Rio de Janeiro, pais de 6 filhos.

## Títulos e honrarias
- Barão de Arantes

Título conferido por decreto imperial em 19 de julho de 1879.
- Visconde de Arantes

Título conferido por decreto imperial em 18 de julho de 1888.
Honras
Oficial da Imperial Ordem da Rosa.